# Водички-1
Водички — заповідне урочище місцевого значення. Об'єкт розташований на території Городенківського району Івано-Франківської області, село Тишківці.
Площа — 0,7000 га, статус отриманий у 1983 році.